# Fernando Fica
Fernando Alberto Fica Ortega (* 21. April 1983 in Santiago) ist ein ehemaliger chilenischer Fußballspieler auf der Position eines Mittelfeldspielers.

## Karriere

### Verein
Fernando Fica kam im Alter von 10 Jahren in die Jugend vom CSD Colo-Colo. Dort debütierte der Mittelfeldspieler 2004 in der Profimannschaft beim Liguilla-Spiel gegen CD Universidad Católica. Bei seinem Debüt erzielte er auch sein erstes Profitor. Danach spielte Fica für weitere Klubs in Chile in der Primera División und der Primera B. besonders erfolgreich war das Jahr 2010, als er mit Deportes Iquique sowohl die Copa Chile als auch die Meisterschaft der Primera B gewann. Nach dem Aufstieg blieb der Mittelfeldspieler in der Primera B bei CD Magallanes, mit dem er 2011 nochmal ins Finale der Copa Chile kam. 2012 beendete Fica seine Karriere bei den Himmelblauen aus der Hauptstadt.

### Nationalmannschaft
Fernando Fica wurde für die U-20-Nationalmannschaft für die Südamerikameisterschaft 2003 nominiert. Beim Turnier in Uruguay schied die junge La Roja als Gruppenvierter der fünf Teams nach der Gruppenphase aus.

## Erfolge
Provincial Osorno
- Primera B: 2006

Deportes Iquique
- Copa Chile: 2010
- Primera B: 2010